# Jaume de Cardona i de Queralt
Jaume de Cardona i de Queralt (? - 1588). Baró de Sant Mori.

## Antecedents familiars
Fill de Lluís de Cardona i de Jerònima Queralt.

## Núpcies i descendents
Casat amb Rafela Sunyer. Van tenir els següents fills:
- Agnès de Cardona, es casà amb Rafael de Biure.
- Jaume de Cardona (†1620).
- Galceran de Cardona, baró de Sant Mori (†1612/1613), es casà amb Jerònima de Ponts.
- Lluís de Cardona i Sunyer, baró de Sant Mori (†1593).
- Jerònima de Cardona, es casà amb Pere Bernat Codina.
- Lucrècia de Cardona (†1605).
- Climent de Cardona i Sunyer, doctor en lleis, es casà amb Guialmar de Biure.
- Caterina de Cardona.
- Elisabet de Cardona, es casà amb Frederic de Cartellà.